# James Marshall (Komponist)
James Marshall (* 1949 in Dallas) ist ein US-amerikanischer Komponist.
Marshall studierte Komposition an der Meadow School of the Arts bei Alvin Epstein. Während seines Dienstes bei der US Air Force Band in Washington setzte er sein Kompositionsstudium bei Stephen Burton an der Catholic University of America fort und erhielt 1974 den Mastergrad. Daneben nahm er zwischen 1971 und 1975 Unterricht bei George Crumb. 1975–76 studierte er an der University of California, San Diego bei Robert Erickson und besuchte Sommerkurse am Berkshire Music Center Tanglewood.
Als Komponist wurde er 1977 mit dem Stück Après Moi le Sommeil für Klarinette und Perkussion bekannt. Eine langjährige Zusammenarbeit verbindet ihn mit dem Kontrabassisten Bertram Turetzky, der 1996 mit dem Sonar Ensemble und Harvey Sollberger sein Konzert für Kontrabass und neun Instrumente Ciel Etoil uraufführte. Seine Werke wurden u. a. in Paris, Mexiko-Stadt, Freiburg, New York, London, Dallas, Tucson und San Diego gespielt.

## Werke
- Intonement, 1976
- Après Moi le Sommeil für Klarinette und Perkussion, 1977
- Ciel Luminaire
- Ciel Etoil, Kammerkonzert für Kontrabass und neun Instrumente
- Six nocturnes
- Intonement
- Ciel Bleu
- Evocation für Altflöte, Klarinette, Violine, Cello, Klavier und Perkussion, 2002

## Quelle
- Vox Novus – James Marshall

| Personendaten    | Personendaten               |
| ---------------- | --------------------------- |
| NAME             | Marshall, James             |
| KURZBESCHREIBUNG | US-amerikanischer Komponist |
| GEBURTSDATUM     | 1949                        |
| GEBURTSORT       | Dallas                      |